# 往年纪事
《往年纪事》（羅馬化：Pověstĭ vremęnĭnyhŭ lětŭ，羅馬化：Povest' vremennyh let）也称《古史纪年》、《原初编年史》、《古編年紀》、《基輔編年史》，是中世纪基辅罗斯一部描述东斯拉夫人早期历史的著作。本书根据拜占庭的编年史、西、东斯拉夫的文学作品、官方文件以及口头文学等史料汇编而成，现存最早的版本为公元1377年的手稿。一般认为本书的作者为基辅洞窟修道院的僧侣聶斯特，现代有部分学者认为该书是一部综合作品集。本书第一版记载至公元1113年，之后经过了两次增修，分别增补至1116年及1118年。

## 內容
《往年記事》的內容主要可以簡單分成幾個部分──
- 基輔羅斯的起源
- 羅斯人與希臘人（東羅馬帝國）的關係
- 羅斯公國歸信東正教
- 諸王在羅斯公國的統治 [4]

## 中文譯本
- 王钺，《往年纪事译注》，兰州：甘肃人民出版社，1994，ISBN 7-5421-0273-7
- 王松亭注释，《古史纪年（古俄语-汉语对照）》，北京：商务印书馆，2010，ISBN 978-7-100-06527-6
- [俄]拉夫连季编，朱寰等译，《往年纪事：古罗斯第一部编年史》，北京：商务印书馆，2011，ISBN 978-7-100-05927-5
- [台]陳仁姮 譯注 科技部經典譯注計畫 《往年紀事 勞倫特編年史譯注》 出版年 2016 ISBN 978-957-08-4669-0